# Concertgebouw

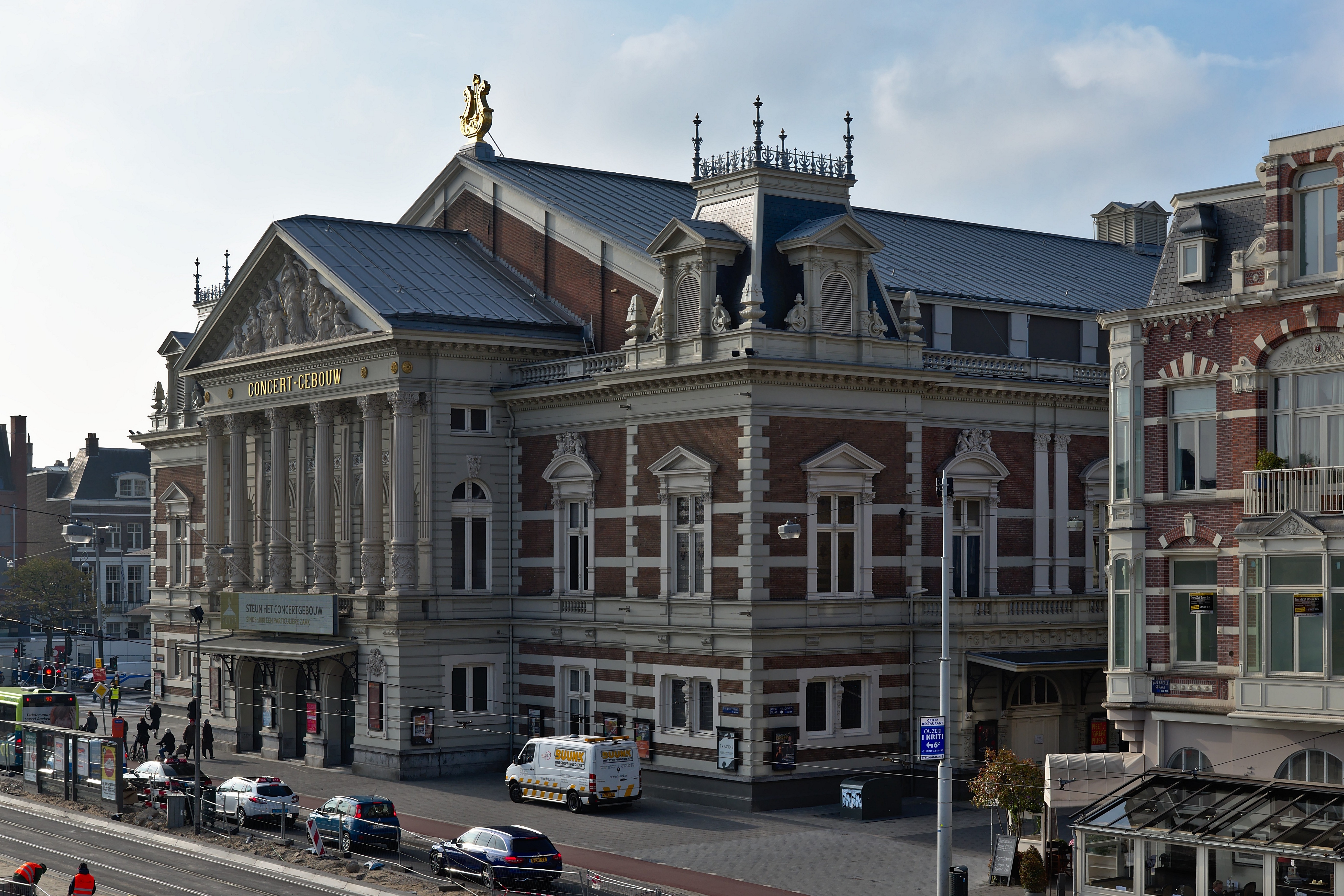
Concertgebouw

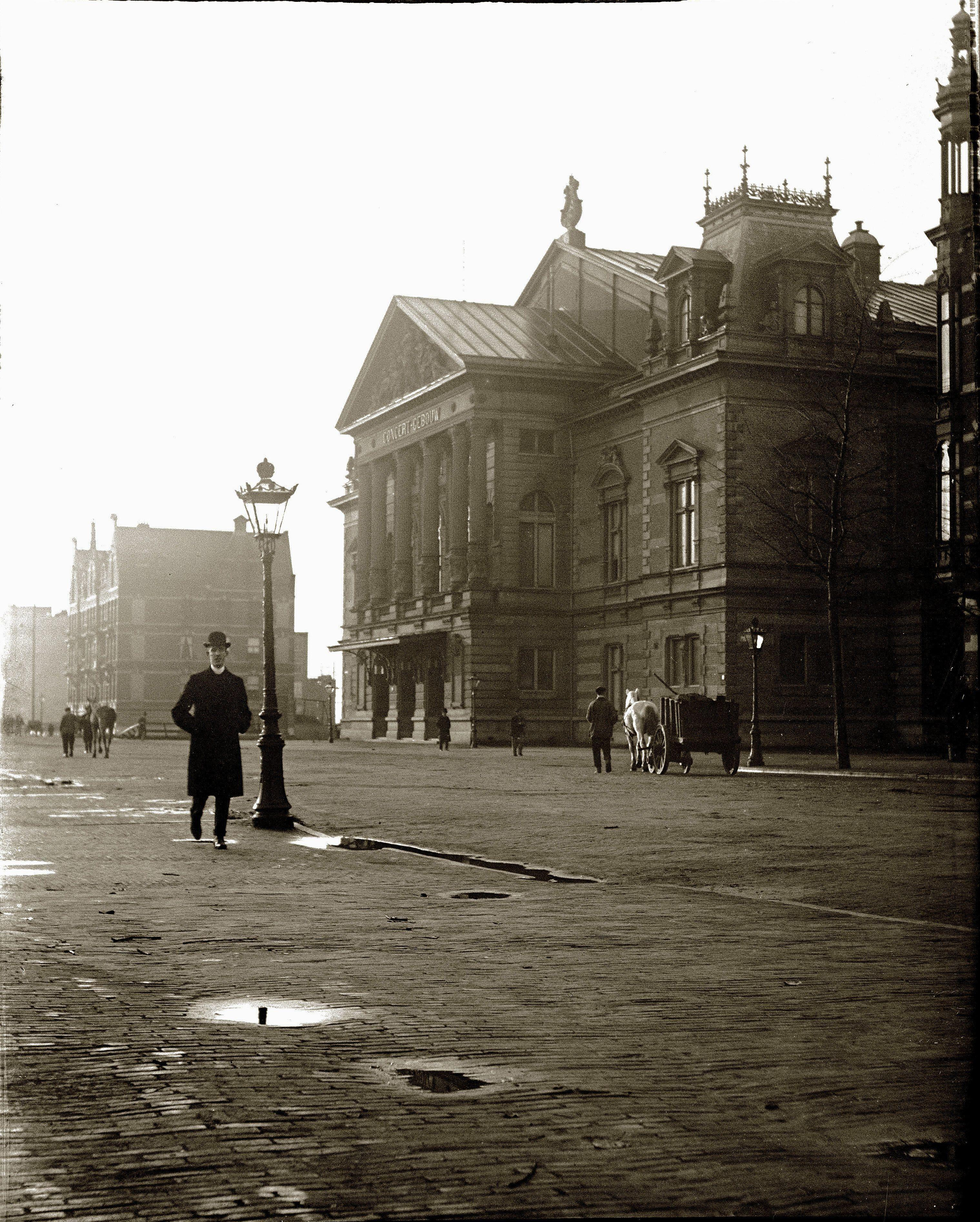
Concertgebouw år 1902

Concertgebouw är ett konserthus i Amsterdam i Nederländerna. Det holländska ordet "concertgebouw" betyder på svenska "konsertbyggnad". I fråga om akustik, anses Concertgebouw vara ett av de tre bästa konserthusen i världen jämte Bostons Symphony Hall och Musikverein i Wien.

## Historia
Arkitekt för byggnaden var Adolf Leonard van Gendt, som bl.a. var inspirerad av Neue Gewandhaus i Leipzig, som byggdes två år tidigare (och ödelades 1943). Bygget började 1883 på en plats som på den tiden låg utanför Amsterdam, i Amstelveen. 2 186 pålar som var 12–13 meter långa slogs ned i marken för att ge stöd åt byggnaden. Huset öppnades den 11 april 1888, med en öppningskonsert där 120 musiker och en kör med 500 sångare framförde verk av Wagner, Händel, Bach och Beethoven. 
Concertgebouw är hemvist för Koninklijk Concertgebouworkest, som gav sin första konsert i byggnaden den 3 november 1888.
Grote Zaal ("Stora salen")  rymmer 2037 åskådare, och är 44 m lång, 28 m bred och 17 m hög. Salens efterklang är 2,8 sekunder utan publik, 2,2 sekunder med publik vilket gör den idealisk för musik från den sena romantiska perioden, exempelvis verk av Mahler. Denna karakteristik gör den dock mindre lämplig för modern musik, men grupper som The Who och Pink Floyd uppträdde där på 1960-talet. 
Förutom stora salen finns också Kleine Zaal ("Lilla salen"), med 478 platser. Kleine Zaal är 20 m lång och 15 m bred, och lämpar sig väl för kammarmusik och lieder.